# Unión (departement)
Unión is een departement in de Argentijnse provincie Córdoba. Het departement (Spaans: departamento) heeft een oppervlakte van 11.182 km² en telt 100.247 inwoners.

## Plaatsen in departement Unión
- Aldea Santa María
- Alto Alegre
- Ana Zumarán
- Ballesteros
- Ballesteros Sud
- Bell Ville
- Gould
- Canals
- Chilibroste
- Cintra
- Colonia Bismarck
- Colonia Bremen
- Idiazábal
- Justiniano Posse
- Laborde
- Monte Leña
- Monte Maíz
- Morrison
- Noetinger
- Ordóñez
- Pascanas
- Pueblo Italiano
- San Antonio de Litín
- San Marcos Sud
- Viamonte
- Villa Los Patos
- Wenceslao Escalante